# Grijze ekster
De grijze ekster (Crypsirina cucullata) is een zangvogel uit de familie Corvidae (kraaien).

## Verspreiding en leefgebied
Deze soort is endemisch in de droge laaglanden van Myanmar.

## Status
De grootte van de populatie is niet gekwantificeerd maar de soort wordt omschreven als algemeen in geschikt habitat. Het verspreidingsgebied is vrij klein en versnipperd en de aantallen gaan achteruit door habitatverlies. Op de Rode lijst van de IUCN heeft deze soort daarom de status gevoelig.